# Nationalmuseum Alexandria
Das Nationalmuseum Alexandria (kurz ANM für Alexandria National Museum) (arabisch متحف الإسكندرية القومي, DMG Matḥaf al-Iskandariyya al-qaumī, englisch Al-Saad Bassili Pasha Palace) ist ein Museum in Alexandria, Ägypten, für Archäologie und die Geschichte Alexandrias von der Antike bis zur Gegenwart. Das 2003 von Hosni Mubarak eingeweihte Museum im Italienisierenden Stil in der Fouad Street (Tariq Al-Horreya) gehörte zuvor dem wohlhabenden Holzhändler Al-Saad Bassili Pasha; zwischenzeitlich war es amerikanisches Konsulat, bevor es zum Museum umgebaut wurde.

## Sammlung
Auf drei Etagen beherbergt das Museum etwa 1800 Artefakte der alexandrinischen sowie gesamtägyptischen Geschichte, aufgeteilt in drei Epochen: Altes Ägypten (Untergeschoss), die griechisch-römische Zeit (Erdgeschoss) und von der Islamisierung bis heute (Erster Stock).

### Pharaonische Epoche

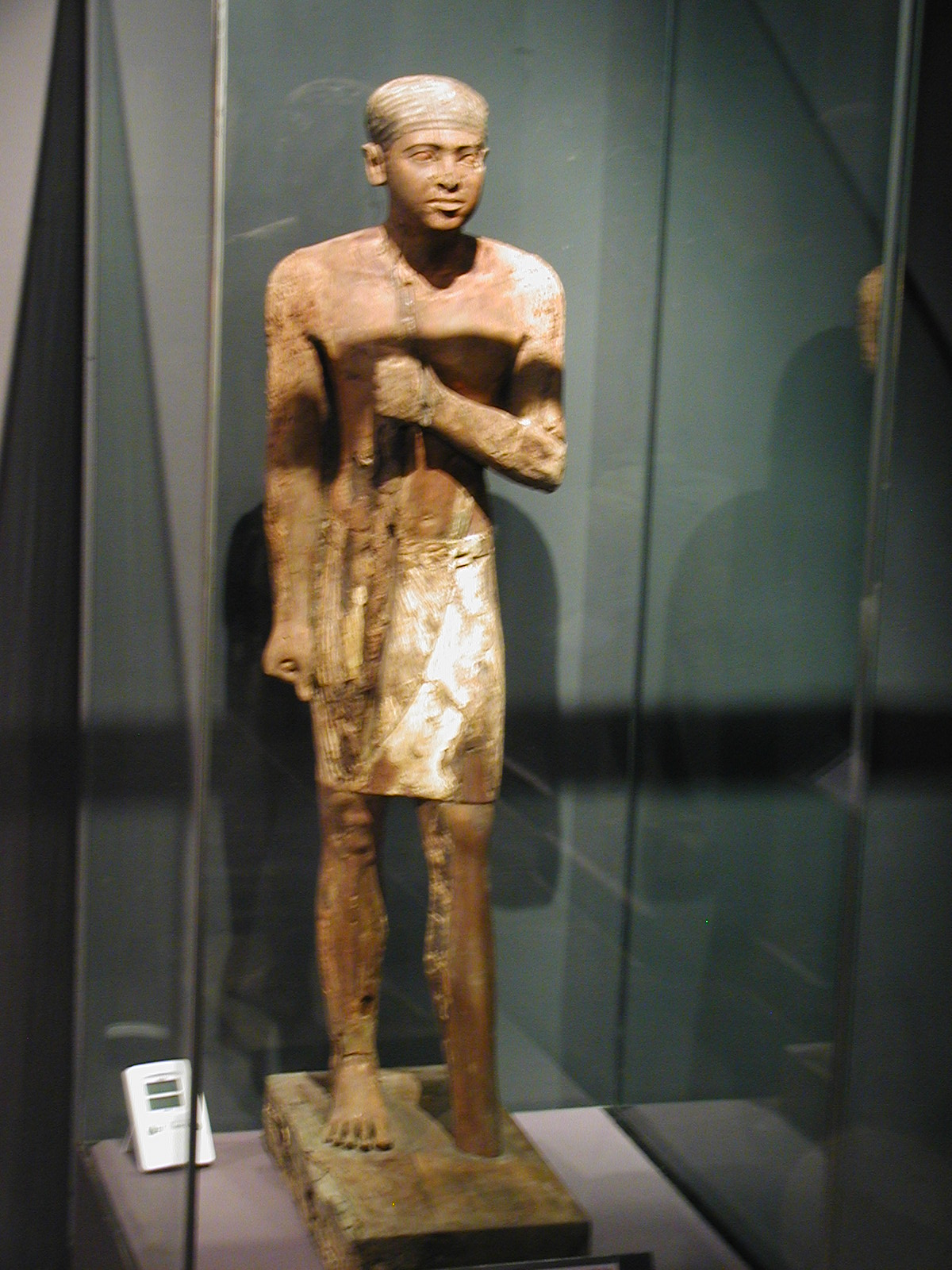
Holzstatue des Alten Reichs, Sakkara
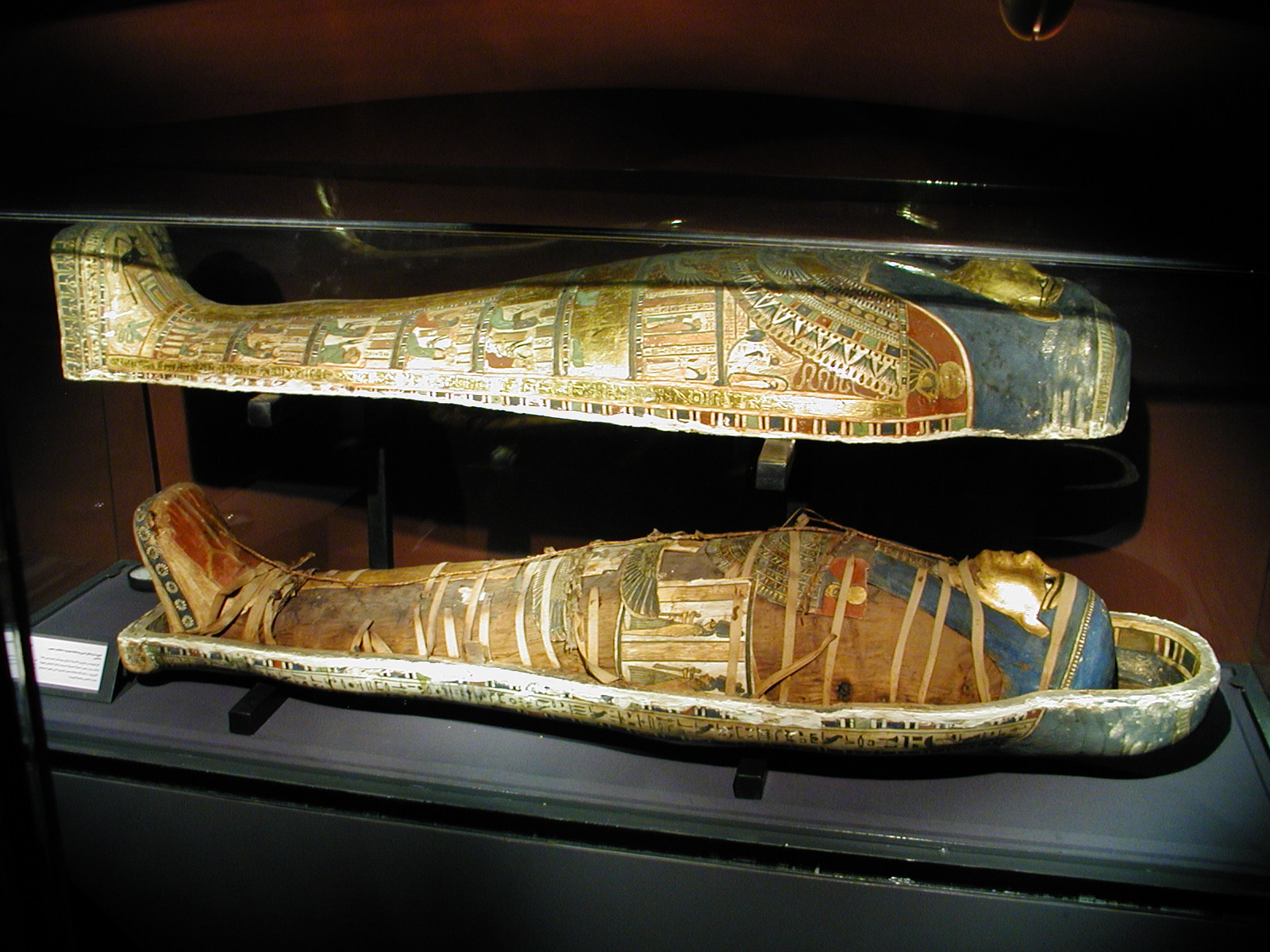
Sarkophag und Mumie, bemaltes Holz, Spätzeit
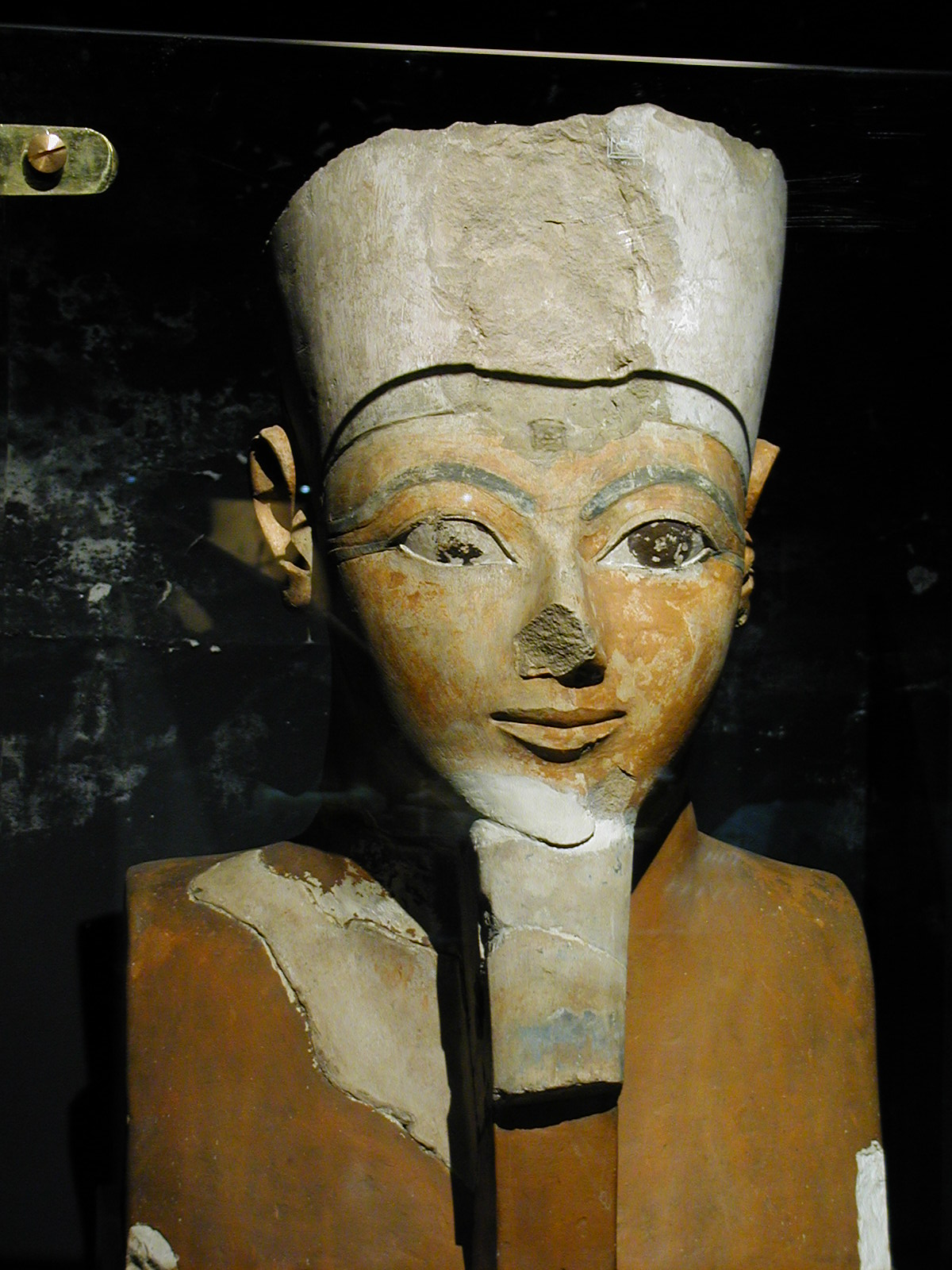
Büste der Pharaonin Hatchepsut (Luxor)
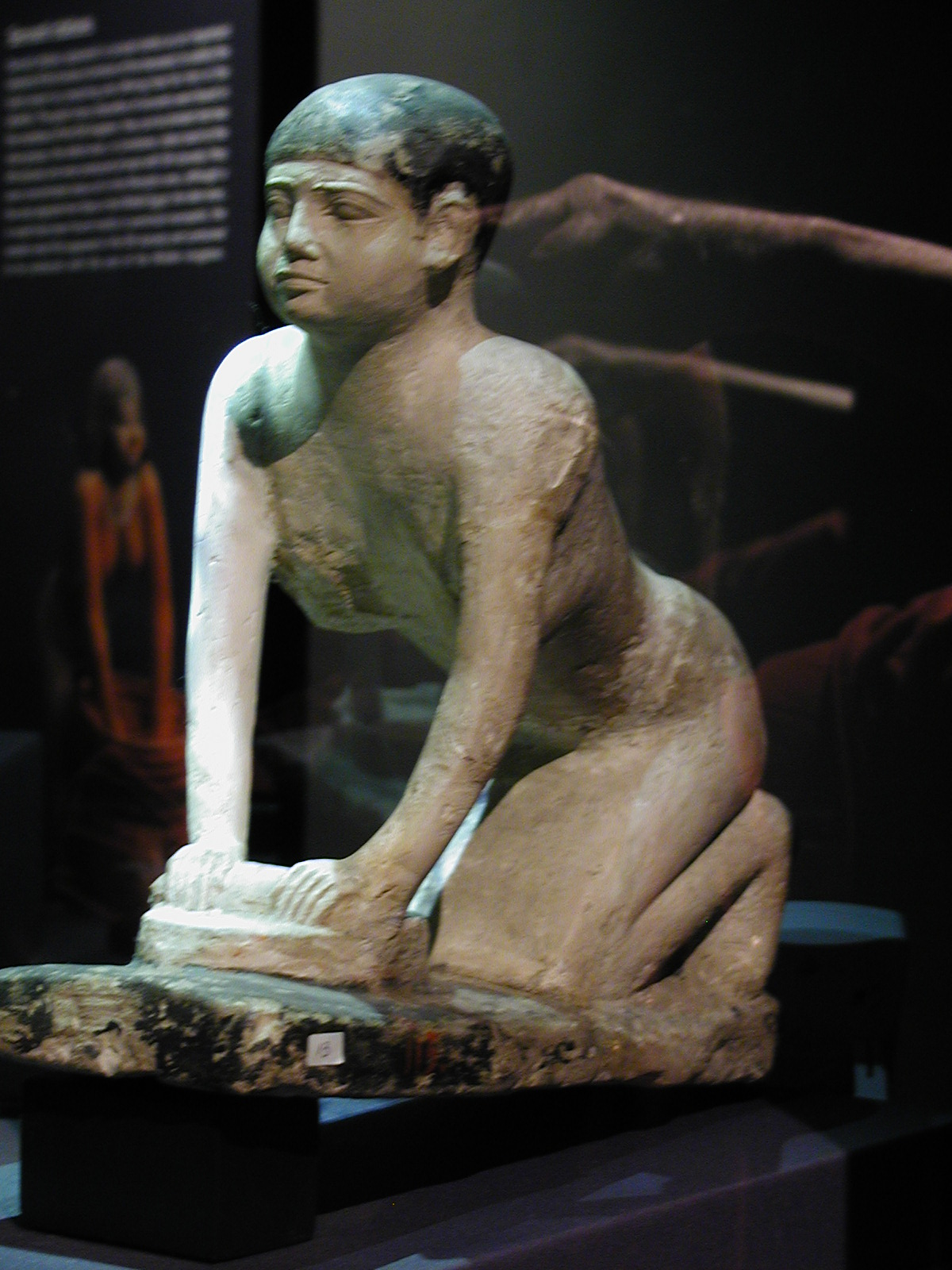
Uschebti, Teig knetend (Sakkara)
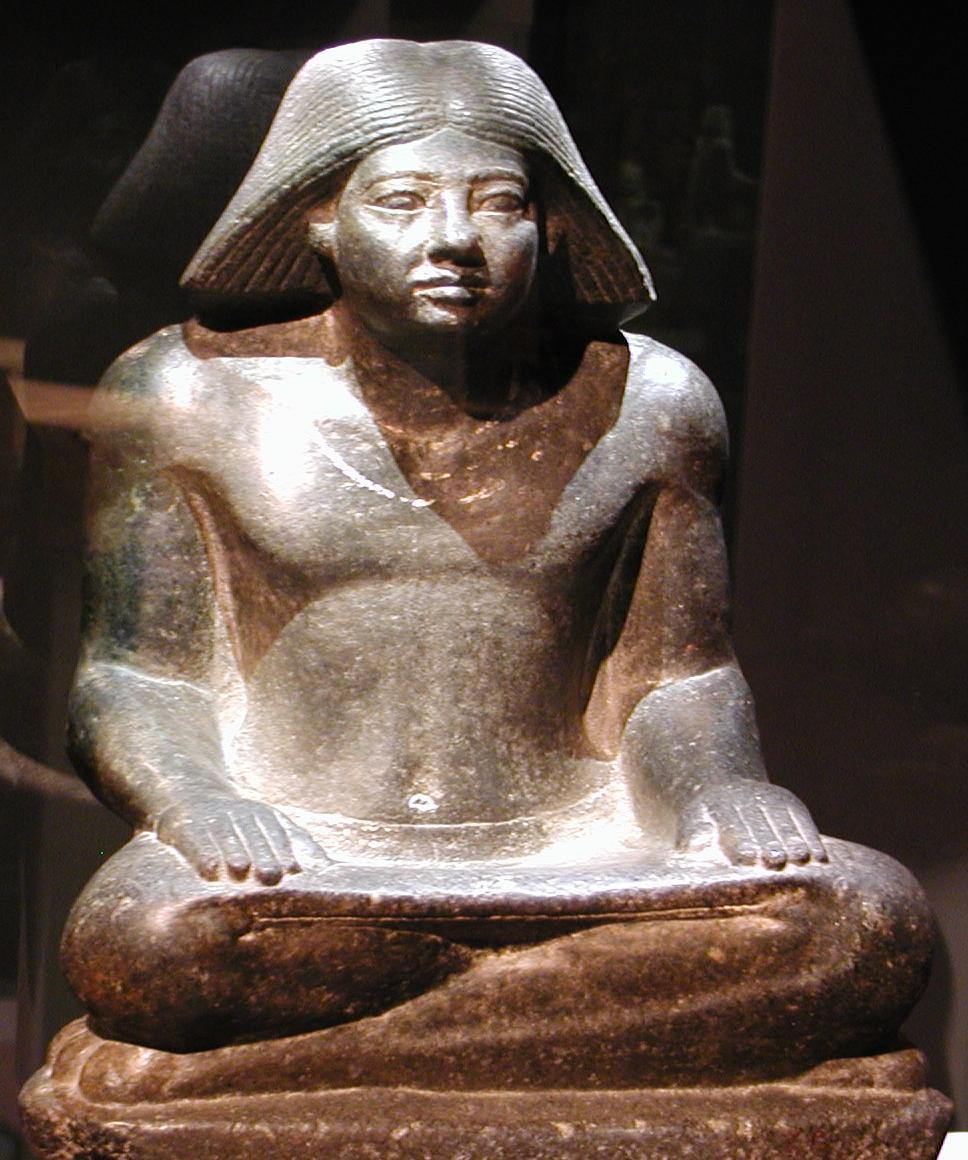
Granitstatue eines Sekretärs (Sakkara)

### Griechisch-Römische Zeit

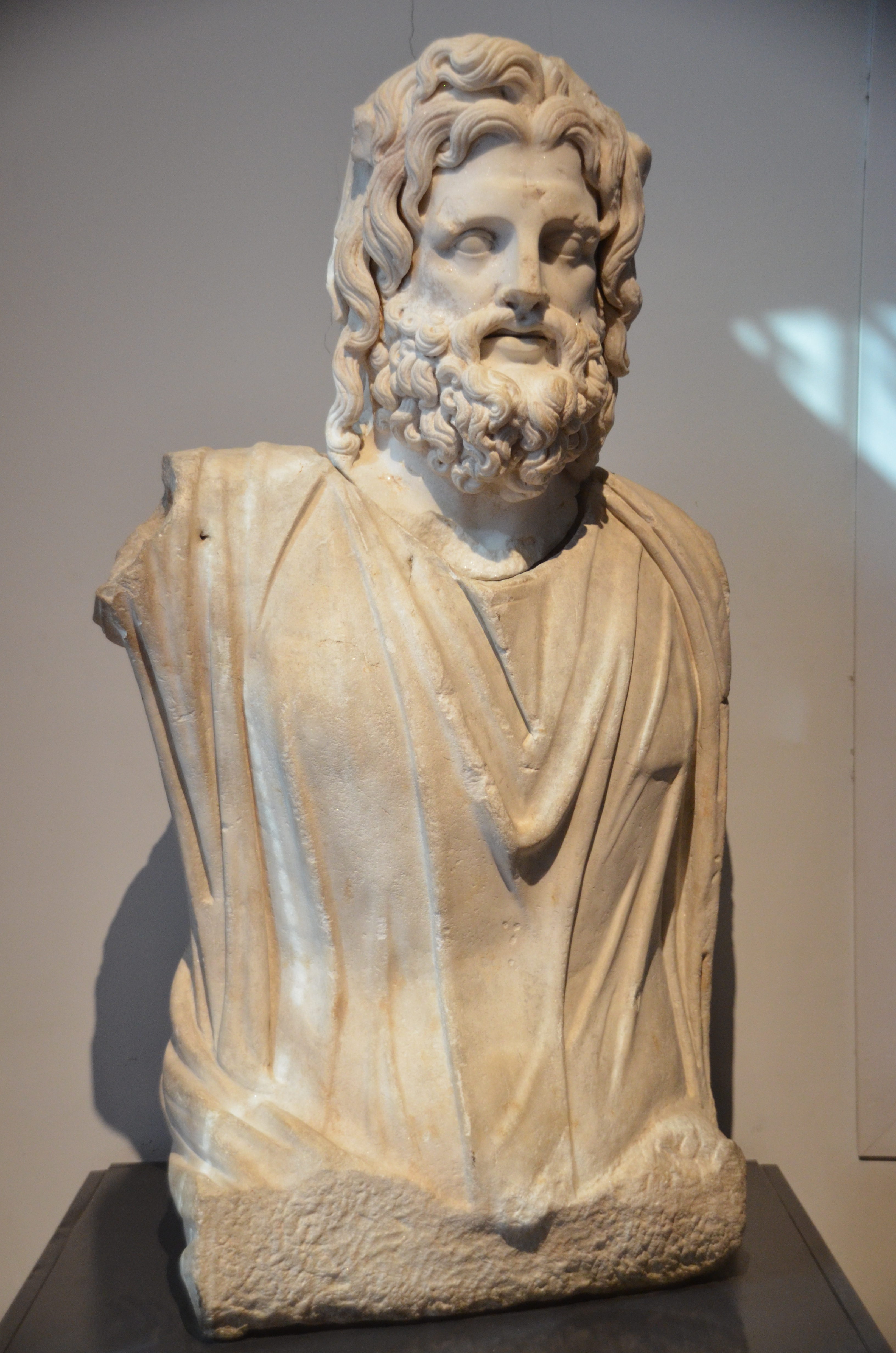
Der Gott Serapis
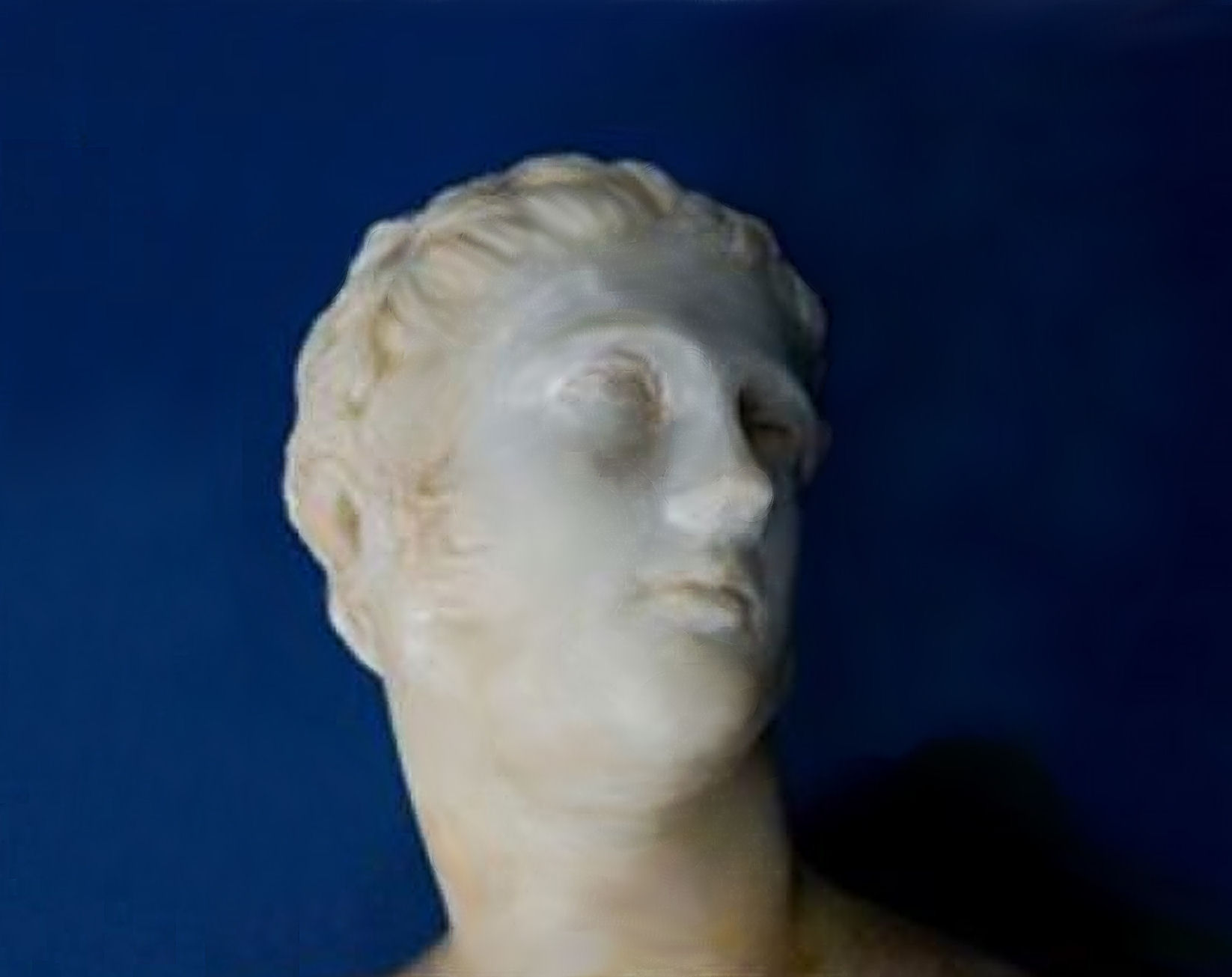
Kopf Alexanders des Großen, entdeckt 2009
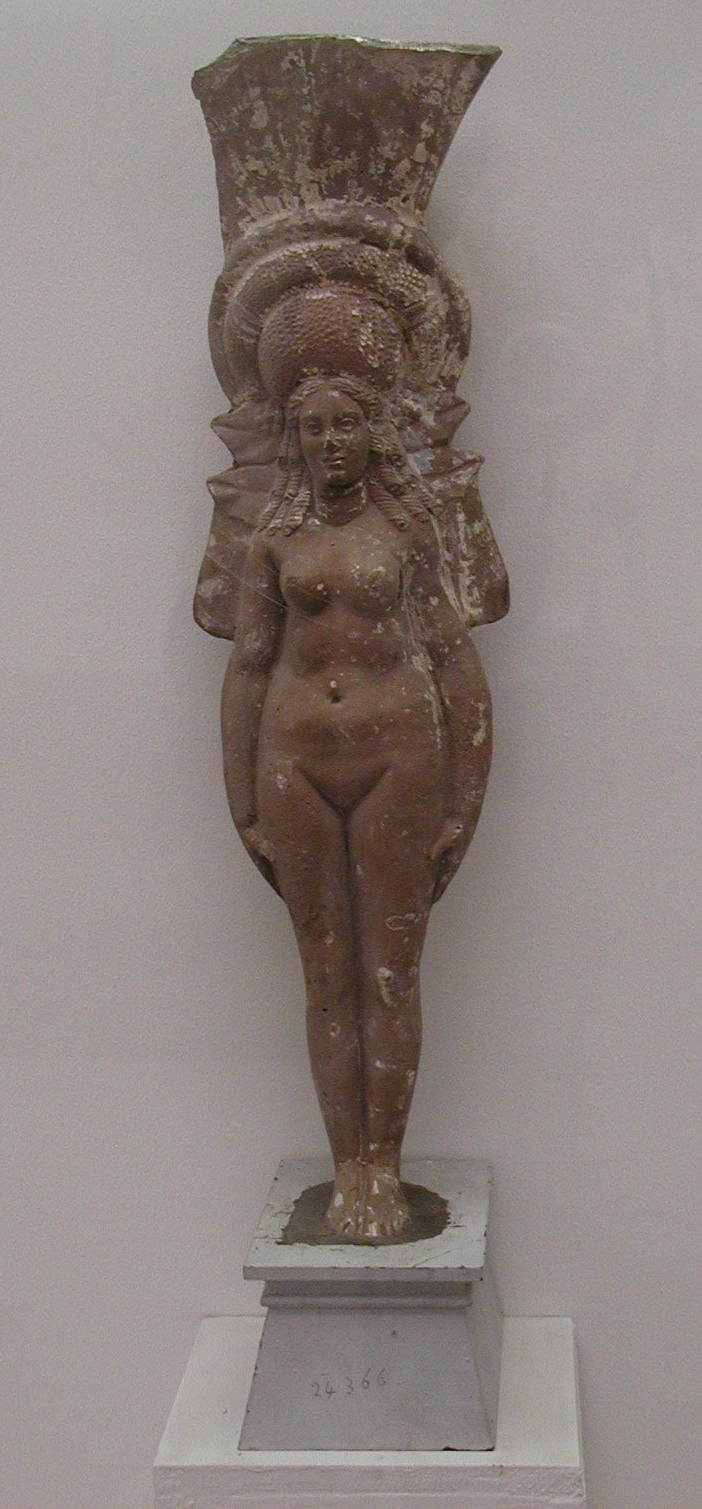
Tanagra-Figur
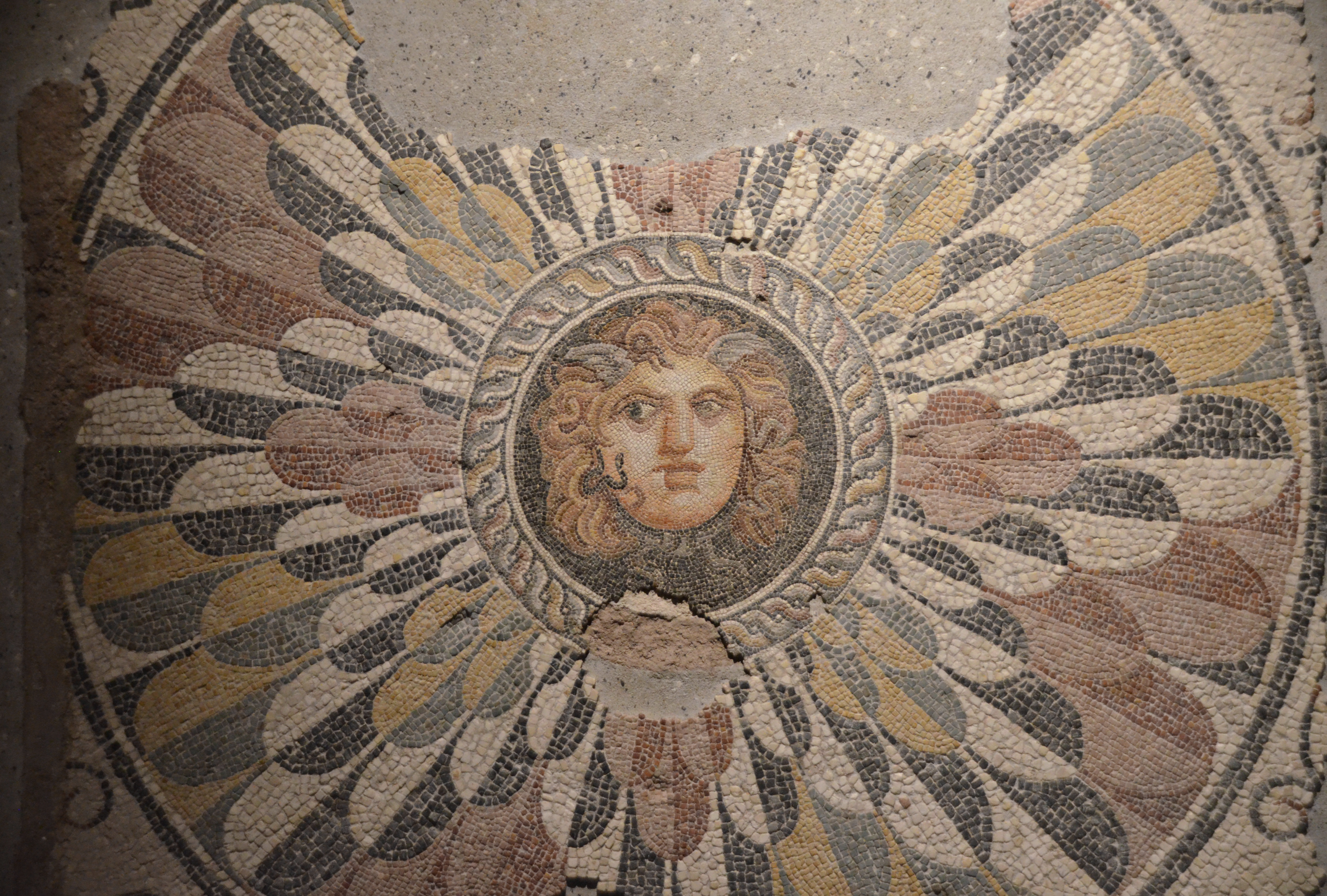
Mosaik der Medusa
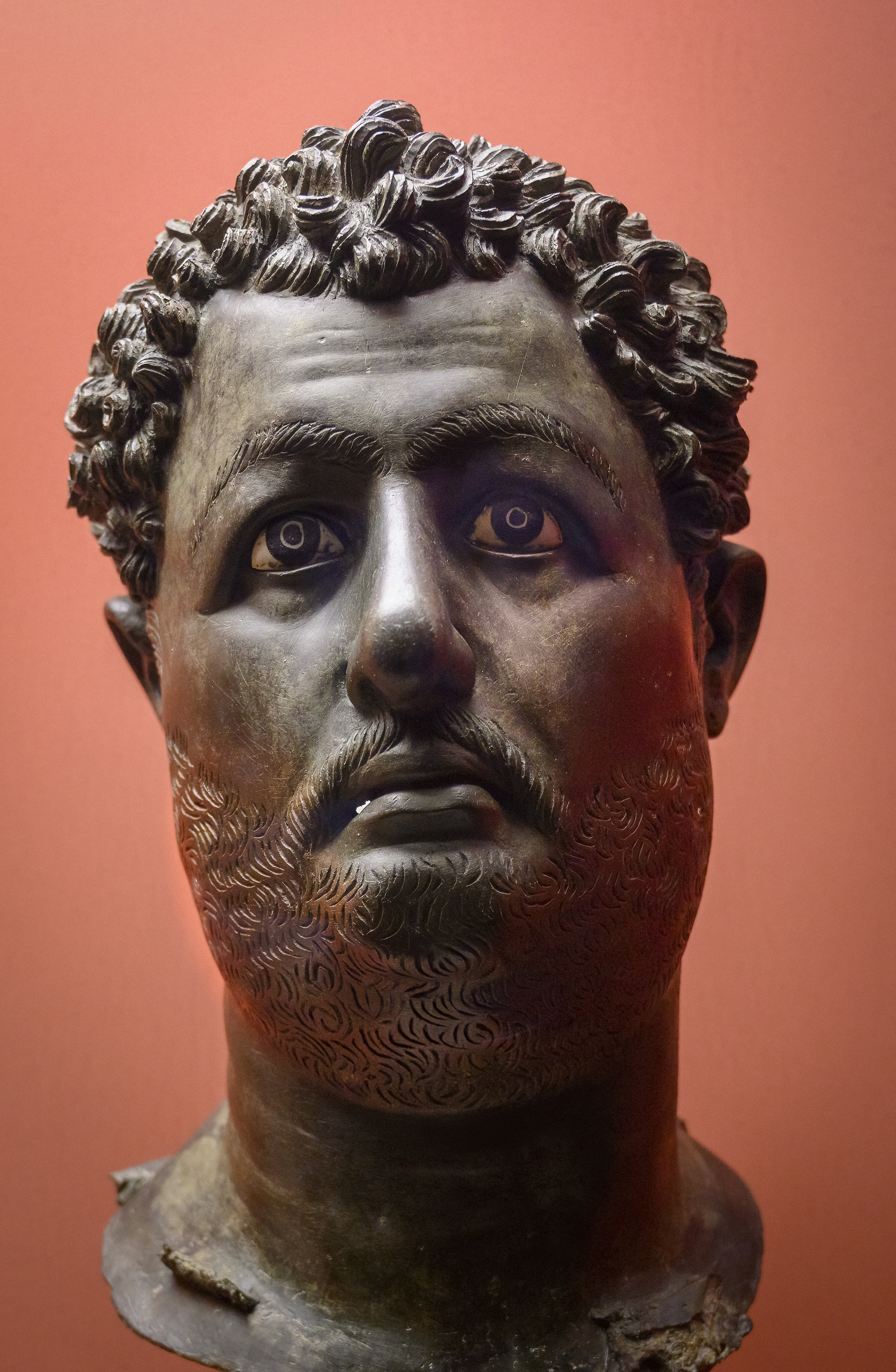
Bronzebüste des Hadrian

### Zeit seit der islamischen Eroberung

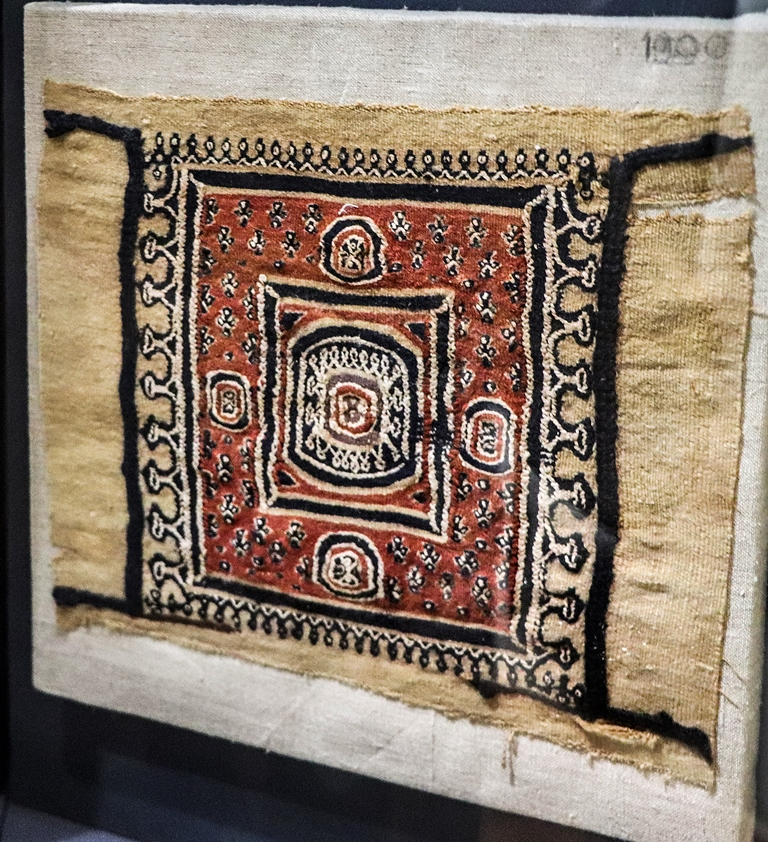
Textil (Wolle/Leinen), 8. Jahrhundert
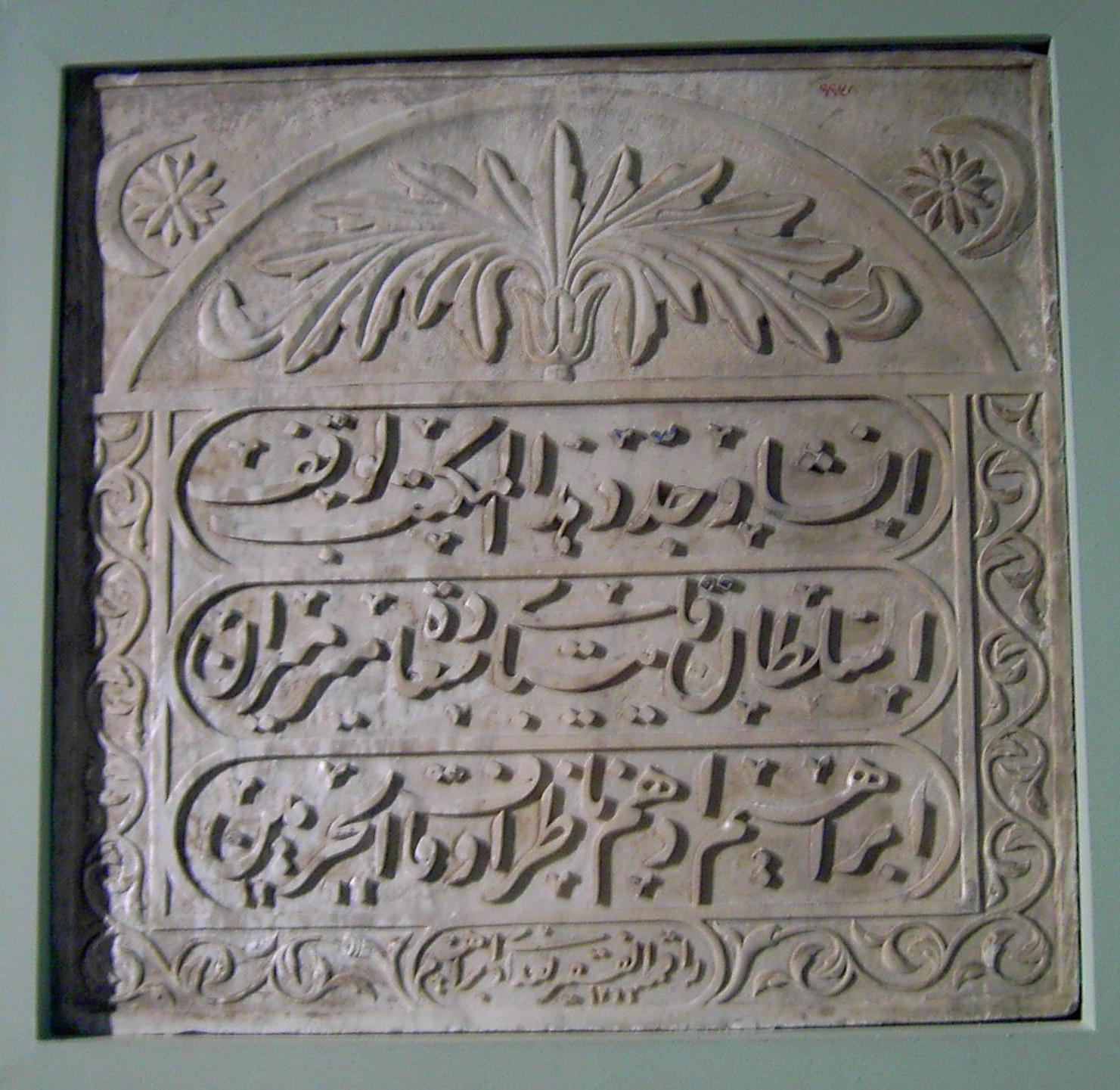
Arabische Inschrift, Metallplatte
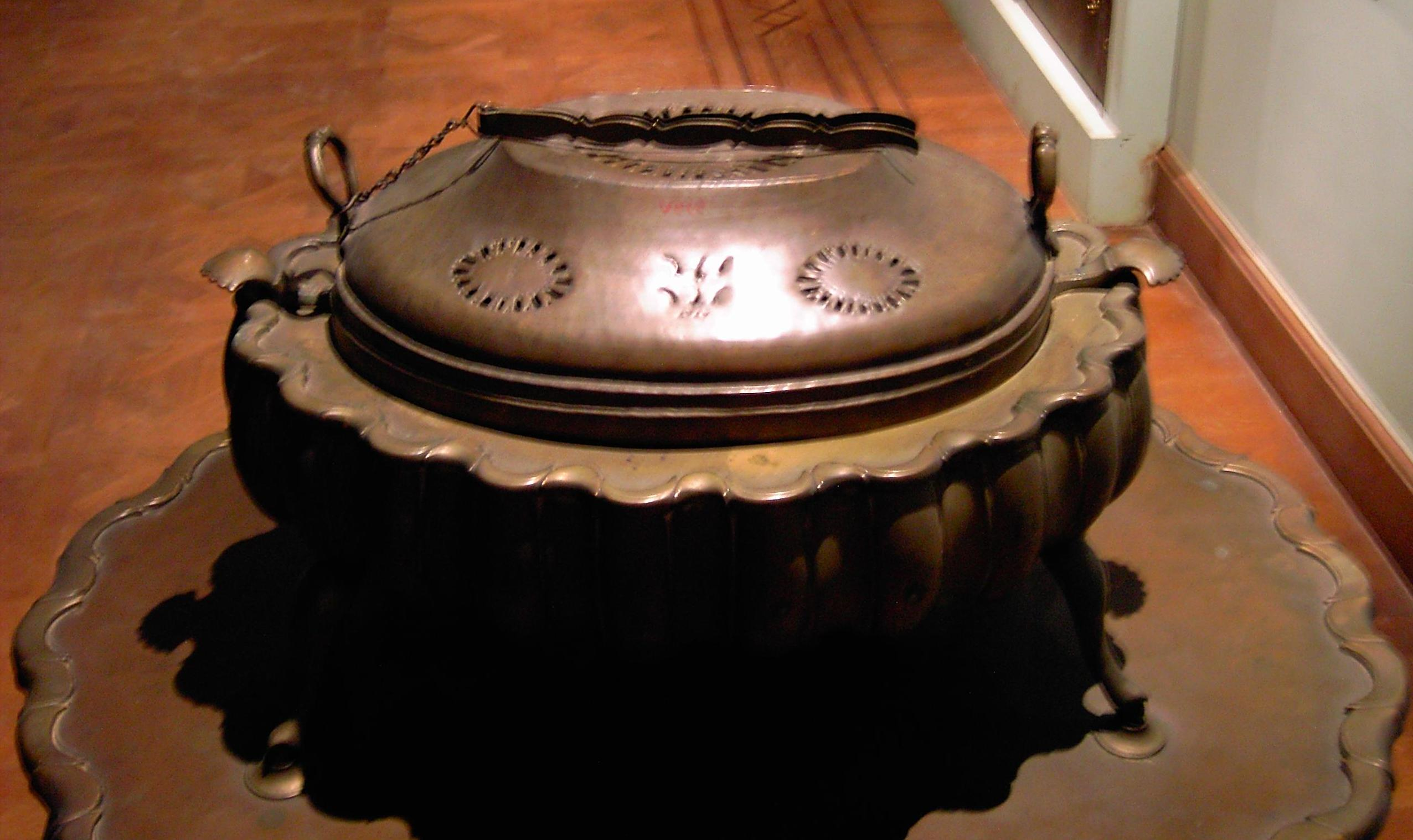
Stövchen im islamischen Stil
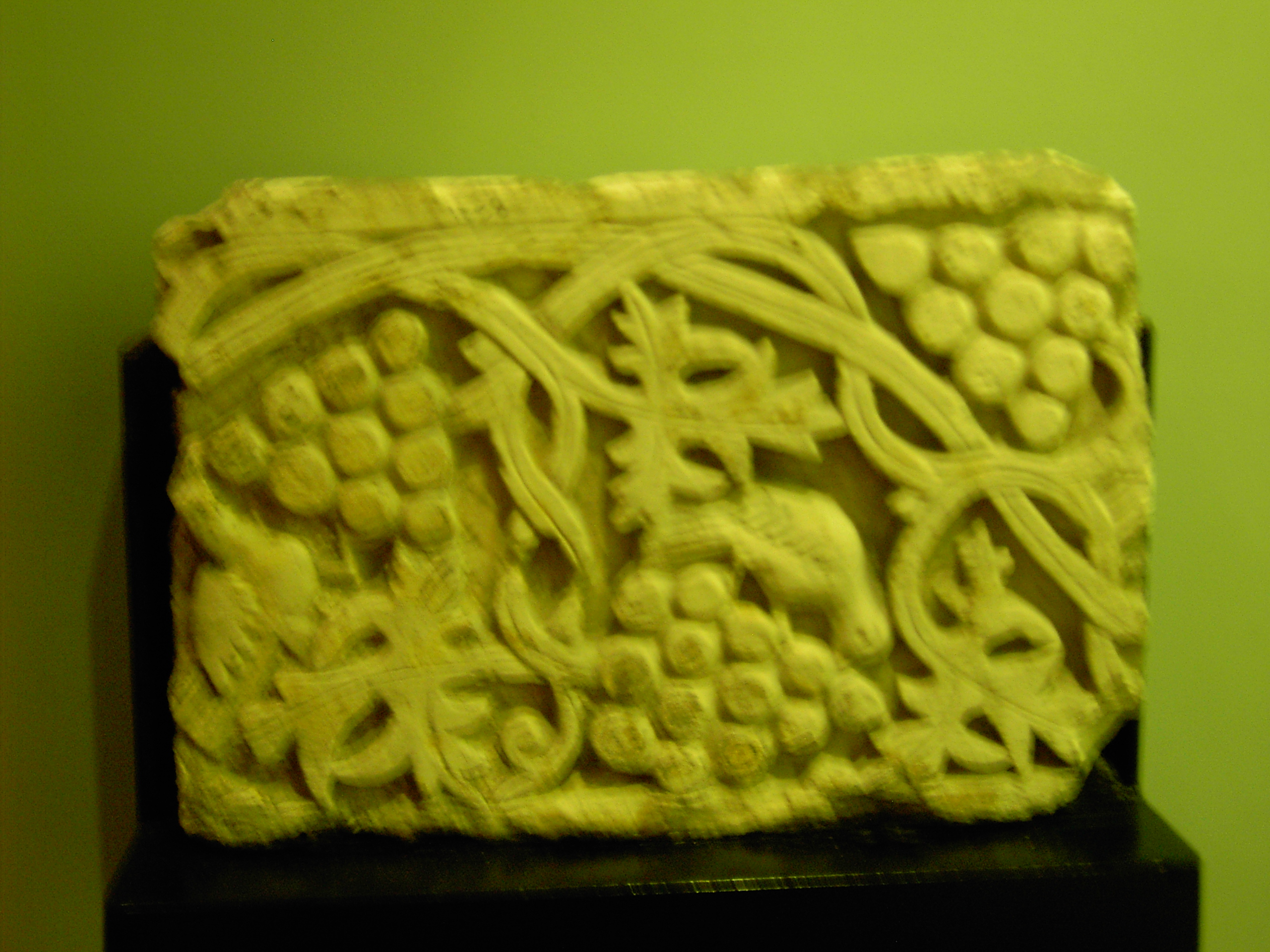
Koptisches Relief